# Света Сузана
Света Сузана Грузијска (Шушаник, Шушан груз. შუშანიკი) је хришћанска мученица и светитељка из 5. века,
Била је ћерка јерменског војног лидера Вардана Мамиконијана и супруга грузијског кнеза Васкена (440-475). Када се кнез Васкен одрекао хришћанства, света Сузана је одбила да му буде жена. Због тога је стављена на тешке муке, а затим бачена у тамницу. У тамници је провела пуних шест година, у непрестаној молитви и посту. Житие, составленное Яковом Цуртавели
Умрла је у тамници око 466. године. Њене мошти се чувају у Тифлису, у Метехској цркви.
Поштује се као света мученица у Грузијској православној цркви и Јерменској апостолској цркви 10. септембра по јулијанском календару.